# Gelsted Sogn
Gelsted Sogn er et sogn i Middelfart Provsti (Fyens Stift).
I 1800-tallet var Rørup Sogn anneks til Gelsted Sogn. Begge sogne hørte til Vends Herred i Odense Amt. Gelsted-Rørup sognekommune blev ved kommunalreformen i 1970 delt: Gelsted kom til Ejby Kommune, som ved strukturreformen i 2007 indgik i Middelfart Kommune. Og Rørup kom til Aarup Kommune, som ved strukturreformen indgik i Assens Kommune.
I Gelsted Sogn ligger Gelsted Kirke.
I sognet findes følgende autoriserede stednavne:
- Avlbjerg (bebyggelse)
- Fluebjerg (bebyggelse)
- Galgehøj (areal)
- Gelsted (bebyggelse, ejerlav)
- Gelsted Mose (bebyggelse)
- Gelsted Tårup (bebyggelse, ejerlav)
- Gelstedskov (bebyggelse)
- Holme (bebyggelse)
- Hønnerup (bebyggelse, ejerlav)
- Hørkær (bebyggelse)
- Kindstrup (bebyggelse, ejerlav)
- Kræmmerled (bebyggelse)
- Kællingborg (bebyggelse)
- Ludvigsgård (bebyggelse)
- Lunge (bebyggelse, ejerlav)
- Lunge Bjerge (bebyggelse)
- Lunge Mark (bebyggelse)
- Lunghøj (bebyggelse)
- Søbjerg (bebyggelse)
- Tårupdam (bebyggelse)